# Fritz Benesch (Alpinist)

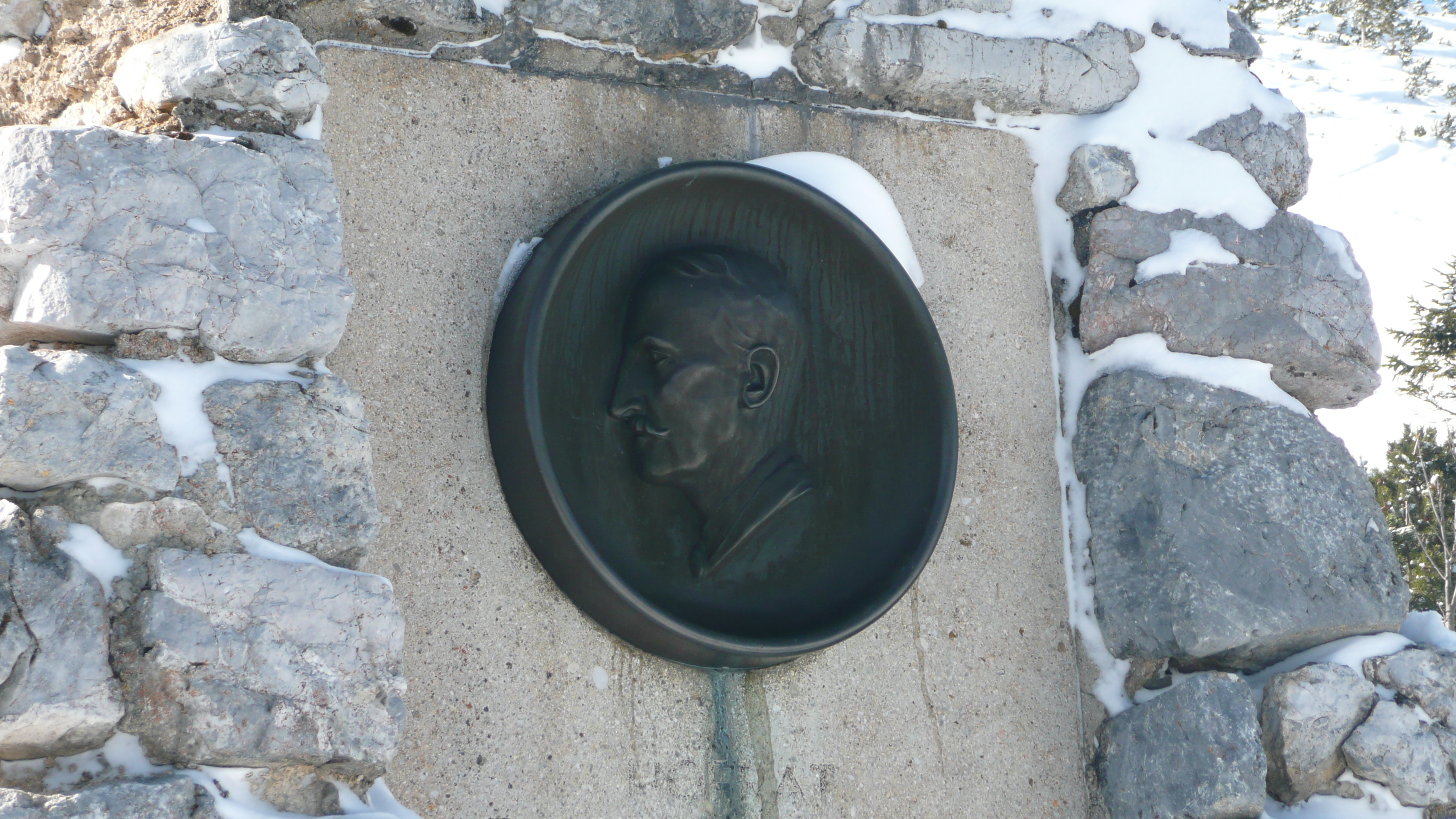
Fritz Benesch

Fritz Benesch, eigentlich Friedrich Benesch (* 12. April 1868 in Mißlitz, Mähren; † 29. Juni 1949 in Wien) war ein österreichischer Alpinist, Fotograf und Sachbuchautor.

## Leben

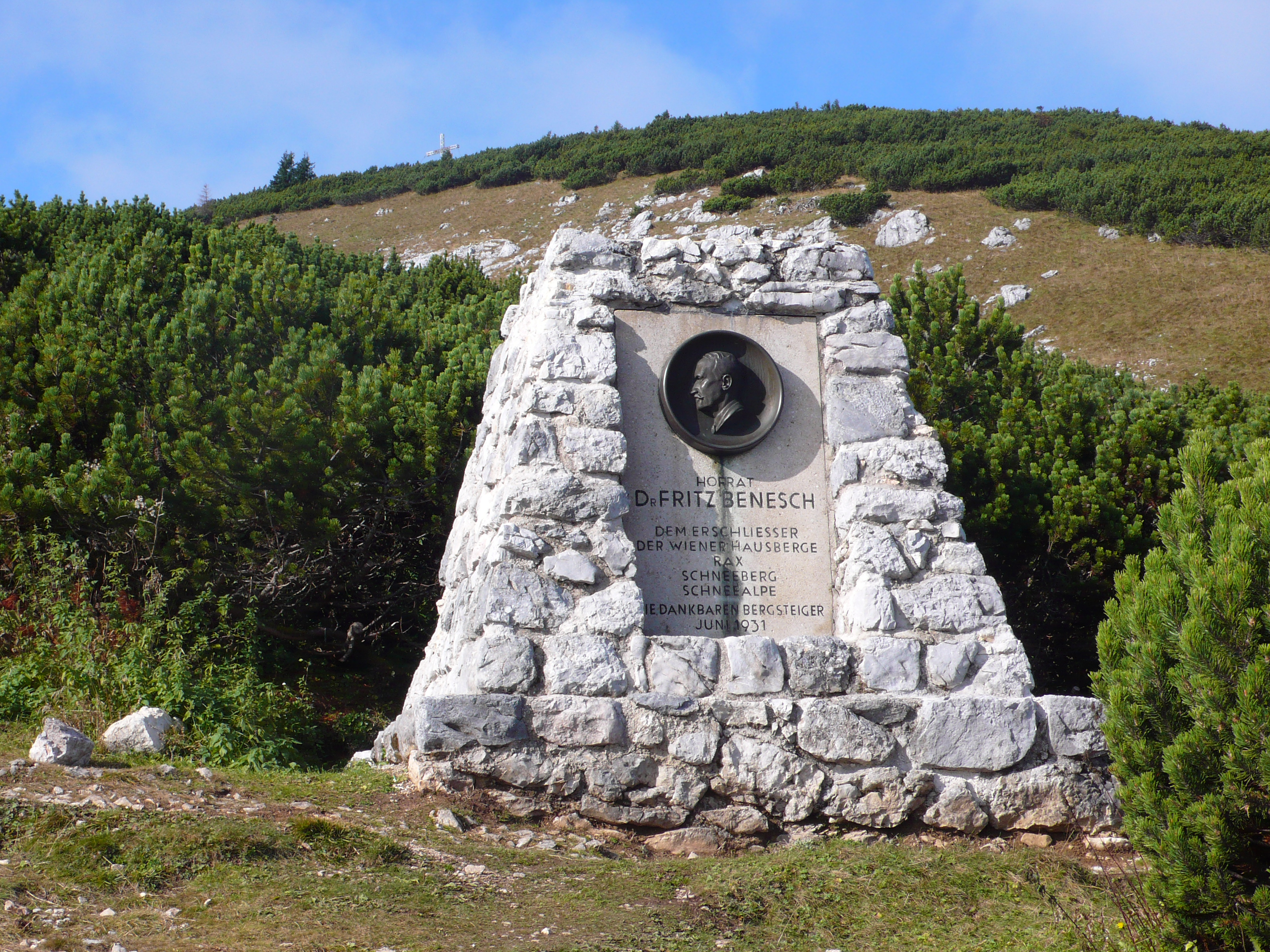
Denkmal beim Ottohaus

Fritz Benesch, promovierter Jurist (Promotion 1898), war bis 1902 als Beamter der Wiener Universitätsbibliothek tätig. Ab 1903 wirkte er als Fremdenverkehrsreferent im Eisenbahnministerium und trat 1919 im Rahmen des Personalabbaues nach Ende des Ersten Weltkrieges (Demobilisierung) freiwillig in den Ruhestand. 1920–28 war er Schriftleiter der Zeitschrift des Deutschen und Österreichischen Alpenvereins und 1929–40 literarischer und künstlerischer Berater der österreichischen Tabakregie. Er veröffentlichte zahlreiche Bücher über die österreichischen Alpen. Mit der Benesch-Skala (Vergleichsweise Rangeinteilung der Steige nach ihrer Schwierigkeit) führte er 1894 eine erste Schwierigkeitsskala fürs Klettern ein.
Er war einer der Pioniere der Landschaftsfotografie in der Fremdenverkehrswerbung, Friederike Kaiser bezeichnet ihn als den „Hoffotografen des Deutschen und Oesterreichischen Alpenvereins“. 2022/23 widmet die Niederösterreichische Landesgalerie einen Teil der Ausstellung "Alpine Seilschaften" den Fotos von Benesch.
In der Nähe des Otto-Schutzhauses auf der Rax erinnert ein Denkmal an Fritz Benesch.
Fritz Benesch war der jüngere Bruder des Schiele-Förderers Heinrich Benesch und somit der Onkel von Otto Benesch.

## Werke

### Aufsätze
- Die Raxalpe und der Wiener Schneeberg. In: Zeitschrift des Deutschen Alpenvereins / Zeitschrift des Deutschen und (des) Österreichischen Alpenvereins, Jahrgang 1898, (Band XXIX), S. 197–228 (online bei ANNO).
- Ueber eine neue Methode kartographischer Darstellung. In: Mitteilungen des Deutschen und Österreichischen Alpenvereins, Jahrgang 1898, (Band XXIV), S. 239 f. (Online bei ALO)
- Neun Tage im Gebirge der Rieserferner. In: Zeitschrift des Deutschen Alpenvereins / Zeitschrift des Deutschen und (des) Österreichischen Alpenvereins, Jahrgang 1900, (Band XXXI), S. 261–279 (online bei ANNO).
- Aus dem Toten Gebirge. In: Zeitschrift des Deutschen Alpenvereins / Zeitschrift des Deutschen und (des) Österreichischen Alpenvereins, Jahrgang 1912, (Band XLIII), S. 184–198 (online bei ANNO).
- Altes und Neues über den Hochschwab. In: Zeitschrift des Deutschen Alpenvereins / Zeitschrift des Deutschen und (des) Österreichischen Alpenvereins, Jahrgang 1915, (Band XLVI), S. 201–222 (online bei ANNO).
- Das Gesäuse und seine Berge. In: Zeitschrift des Deutschen Alpenvereins / Zeitschrift des Deutschen und (des) Österreichischen Alpenvereins, Jahrgang 1916, (Band XLVII), S. 160–182 (online bei ANNO).
- Kriegssommertage im Hochköniggebiet. In: Zeitschrift des Deutschen Alpenvereins / Zeitschrift des Deutschen und (des) Österreichischen Alpenvereins, Jahrgang 1917, (Band XLVIII), S. 102–124 (online bei ANNO).
- Mons Styriae altissimus. In: Zeitschrift des Deutschen Alpenvereins / Zeitschrift des Deutschen und (des) Österreichischen Alpenvereins, Jahrgang 1918, (Band XLIX), S. 125–148 (online bei ANNO).
- Die Schneealpe, 1904 m. In: Zeitschrift des Deutschen Alpenvereins / Zeitschrift des Deutschen und (des) Österreichischen Alpenvereins, Jahrgang 1929, (Band LX), S. 213–240 (online bei ANNO).
- Der Ötscher. In: Zeitschrift des Deutschen Alpenvereins / Zeitschrift des Deutschen und (des) Österreichischen Alpenvereins, Jahrgang 1932, (Band LXIII), S. 221–241 (online bei ANNO).
- (100. Geburtstag von Julius Payer:) Der Herr des ewigen Eises. Zwischen Fels und Gletscherspalten. In: Neues Wiener Tagblatt (Wochen-Ausgabe), Nr. 41/1941 (XIX. Jahrgang), 10. Oktober 1941, S. 1 f. (online bei ANNO).
  - Der Absturz vom Firngrat des Piz Tresero. Der Herr des ewigen Eises II. In: Neues Wiener Tagblatt (Wochen-Ausgabe), Nr. 42/1941 (XIX. Jahrgang), 17. Oktober 1941, S. 7 f. (online bei ANNO).
  - Das tote Land. Der Herr des ewigen Eises III. In: Neues Wiener Tagblatt (Wochen-Ausgabe), Nr. 43/1941 (XIX. Jahrgang), 24. Oktober 1941, S. 5 f. (online bei ANNO).
  - Gefangen in der Polarnacht. Der Herr des ewigen Eises IV. In: Neues Wiener Tagblatt (Wochen-Ausgabe), Nr. 44/1941 (XIX. Jahrgang), 31. Oktober 1941, S. 7 f. (online bei ANNO).
  - Marathonlauf bei 25 Grad Kälte. Der Herr des ewigen Eises V. In: Neues Wiener Tagblatt (Wochen-Ausgabe), Nr. 45/1941 (XIX. Jahrgang), 7. November 1941, S. 3 f. (online bei ANNO).
  - Letzte Hoffnung – Marsch ans Polarmeer. Der Herr des ewigen Eises (Schluß). In: Neues Wiener Tagblatt (Wochen-Ausgabe), Nr. 46/1941 (XIX. Jahrgang), 14. November 1941, S. 7 f. (online bei ANNO).

### Bücher
- Specialführer auf die Raxalpe, 1894 [Anm. 1]
- Special-Führer auf den Schneeberg, 1897 [Anm. 2]
- Bergfahrten in den Grödner Dolomiten, 1899 [Anm. 3]
- Verkehrsbuch österreichischer Eisenbahnen. (8 Bände). Reisser, Wien 1910, OBV.
  - —. Band 4: Suedtirol und die Dolomiten. (Online bei ALO).
  - —. Band 5: Kärnten und Steiermark, OBV.
  - —. Band 6: Krain und Küstenland. – Volltext online (PDF).
- Theodor Christomannos, —: Die neue Dolomitenstraße. Bozen – Cortina – Toblach und ihre Nebenlinien, 1913
- Der Semmering und seine Berge. Ein Album der Semmeringlandschaft von Gloggnitz bis Mürzzuschlag. Begleitwort von Paul Busson, 1913
- Führer auf den Schneeberg – mit Autotypie-Vollbildern nach photographischen Aufnahmen, 4. Auflage, 1920
- Wie man Bergsteiger wird, 1924
- Führer auf die Raxalpe, 1925
- Führer auf die Schneealpe, 1925
- Theodor Christomannos, —: Die Dolomiten, 3. Auflage, 1925 [Anm. 4]
- Der klimatische Höhenkurort und Wintersportplatz Semmering. 2 Stunden von Wien in 1000 Meter Seehöhe, 1928
- Das Reiseland Kärnten, Österreich, 1929
- Zauber der Bergheimat. Ein alpines Bilderbuch für Bergsteiger und Lichtbildner, 1935 [Anm. 5]
- Das Oetscherland, 1942
- Gewalten der Berge. Gefahren und Naturkatastrophen im Hochgebirge, 1943
- —, Josef Pruscha: Führer auf die Raxalpe, 9., bedeutend vermehrte und umgearbeitete Auflage, 1949

### Karten
- Gustav Freytag, —: Karte des Schneeberges – aus Artaria’s Spezial-Touristenkarte, 1908
- Tirol Ortler Gardasee. K.K. priv. Österreichische Südbahn K.K. Österr. Staatsbahnen, 1908
- Gustav Freytag, —: Karte des Schneeberges – aus Artaria’s Spezial-Touristenkarte, 1912

### Fotografien
- Das Reiseland Österreich. In: Eduard Stepan: Neu-Österreich – das Werk des Friedens von St. Germain, seine Kultur, Bodenschätze, Wirtschaftsleben und Landschaftsbilder. van Looy, Amsterdam/Wien 1923, OBV, S. 77.
- Augusto Golin, Friederike Kaiser: Berge im Kasten. Fotografien aus der Sammlung des Deutschen Alpenvereins, 1870–1914. Begleitbuch zur Ausstellung im Alpinen Museum des Deutschen Alpenvereins, München, 11. Mai 2006 bis 18. März 2007. Deutscher Alpenverein, München 2006, ISBN 3-937530-13-4.